# روبرت ساندرز
روبرت ساندرز (بالإنجليزية: Rupert Sanders)‏ هو مخرج بريطاني، ولد في 16 مارس 1971 في وستمنستر في المملكة المتحدة.

## وصلات خارجية
- الموقع الرسمي
- روبرت ساندرز على موقع IMDb (الإنجليزية)
- روبرت ساندرز على موقع ألو سيني (الفرنسية)
- روبرت ساندرز على موقع أول موفي (الإنجليزية)
- روبرت ساندرز على موقع بوكس أوفيس موجو (الإنجليزية)
- روبرت ساندرز على موقع قاعدة بيانات الأفلام السويدية (السويدية)
- روبرت ساندرز على موقع إن إن دي بي (الإنجليزية)
- روبرت ساندرز على موقع قاعدة بيانات الفيلم (الإنجليزية)
- روبرت ساندرز على موقع كينوبويسك (الروسية)